# Апофатичка теологија
Апофатичка или негативна теологија (грч. αποφατικος - одрицање, негирање; лат. via negativa - негативни пут) представља начин стицања  теолошког сазнања кроз негирање. Због трансцедентности божанске суштине, Бог се не може познати по начину познања створеног света, узимајући концепте и категорије времена и простора. Апофатика пре тврди оно што Бог није него оно што јесте.